# Marta Maggetti
Marta Maggetti (* 10. Januar 1996 in Cagliari) ist eine italienische Windsurferin.

## Erfolge
Marta Maggetti nahm an den 2021 ausgetragenen Olympischen Spielen 2020 in Tokio teil und erreichte in der Regatta der Bootsklasse RS:X als Vierte das abschließende Medal Race, konnte aber schon im Vorfeld rein rechnerisch die Medaillenränge nicht mehr erreichen. Sie wurde auch in der letzten Wettfahrt Vierte und schloss den Wettbewerb damit auch auf Rang vier ab. Ein Jahr darauf gelang Maggetti mit dem iQFoiL ihr bis dato größter Erfolg, als sie in Brest Weltmeisterin wurde. Ebenfalls 2022 wurde sie Zweite bei den Mittelmeerspielen in Oran.
Bei den Olympischen Spielen in Paris belegte Maggetti nach den ersten 14 Wettfahrten mit dem iQFoiL mit 70 Punkten den dritten Platz der Vorrunde. Sie erhielt dadurch ebenso wie die Israelin Sharon Kantor und die Britin Emma Wilson ein Freilos im Viertelfinale. Im Halbfinale belegte sie den zweiten Platz und zog mit der erstplatzierten Kantor ins Finale ein, in dem sie mit Emma Wilson, die direkt für das Finale qualifiziert war, um die Medaillen surfte. Maggetti gewann das abschließende Finalrennen und wurde Olympiasiegerin, vor Sharon Kantor, die damit die Silbermedaille gewann, und der auf Rang drei platzierten Emma Wilson.